# Mathilde Myhrvold
Mathilde Skjærdalen Myhrvold, née le 16 juillet 1998 à Gjøvik, est une fondeuse norvégienne.

## Biographie
À l'origine Mathile Myhrvold est active dans l'athlétisme et a pour spécialité le 800 mètres. Sur cette distance, elle court notamment les Championnats du monde junior 2014. Elle a aussi pratiqué le handball durant sa jeunesse.
Licenciée au Vind IL, Myhrold court sa première compétition nationale junior officielle de ski de fond en fin d'année 2014, se classant troisième d'un sprint. Elle est finalement sélectionnée avec l'équipe nationale en 2007 à l'occasion des Championnats du monde junior dans l'Utah, où elle atteint la finale du sprint pour se classer cinquième. Dans cette discipline, elle gagne le titre national junior quelques semaines plus tard.
En 2018, elle obtient des résultats similaires, arrivant sixième du sprint aux Championnats du monde junior et gagnant le championnat de Norvège junior sur quinze kilomètres. Lors de la saison 2018-2019, elle passe dans la catégorie U-23 et fait ses débuts en Coupe de Scandinavie, avec comme premier résultat une septième place sur un sprint à Östersund. Aux Championnats du monde des moins de 23 ans, elle prend la onzième place sur le sprint.
Elle découvre la Coupe du monde en mars 2019 à Drammen (44e). En 2020, après une troisième au championnat national de sprint, elle est neuvième du sprint des Championnats du monde U-23 ans à Oberwiesenthal, place qu'elle occupe aussi sur le sprint libre de Drammen, lui valant ses premiers points pour la Coupe du monde.
Pas seulement sprinteuse, elle se classe notamment 29e du Ruka Triple 2020-2021, pour ses premiers points en distance en Coupe du monde. Elle est promue dans l'équipe nationale élite en 2021-2022, où elle est titulaire en Coupe du monde. Myhrvold rejoint d'abord sa première finale en sprint à Dresde, puis pour son premier Tour de ski, elle prend la deuxième place du sprint libre de Lenzerheide, derrière Jessica Diggins, pour monter sur son premier podium à ce niveau. Elle reçoit plus tard sa sélection pour les Jeux olympiques d'hiver de 2022 à Pékin.

## Palmarès

### Coupe du monde
- Meilleur classement général : 65e en 2021.
- 1 podium en individuel : 1 deuxième place.
- 2 podiums sur des étapes de tour : 1 deuxième place et 1 troisième place.

#### Classements par saison
| Saison / Épreuve | Saison / Épreuve | Général | Général | Distance | Distance | Sprint | Sprint |
| Saison / Épreuve | Saison / Épreuve | Class.  | Points  | Class.   | Points   | Class. | Points |
| ---------------- | ---------------- | ------- | ------- | -------- | -------- | ------ | ------ |
| 2020             | 2020             | 76e     | 29      | -        | -        | 46e    | 29     |
| 2021             | 2021             | 65e     | 33      | 92e      | 1        | 41e    | 32     |